# Badiraguato
Badiraguato es una ciudad mexicana ubicada en el estado de Sinaloa, con las coordenadas de 25°21′47″N 107°33′06″O / 25.36306, -107.55167. Es cabecera municipal del municipio homónimo. Según el censo del 2024, tenía una población de 3725 habitantes. Se encuentra a una distancia aproximada de 80 km de Culiacán Rosales, la capital del estado.

## Etimología del nombre
El término Badiraguato es un hibridismo y proviene de los vocablos cahita-purépecha: ba, "agua", "arroyo" o "río"; dira, "muchos", y huata o huato, "cerro". Significa "arroyo de muchos cerros", y puede interpretarse como "el arroyo de las montañas" o "el cerro de muchos arroyos". 
En tiempos prehispánicos, la toponimia se aplicó a un riachuelo porque alude, con todo acierto, a la corriente de Badiraguato (llamada también "Río Chico"), que brota en la sierra de Los Parra o de Surutato y que dio igualmente el nombre al pueblo, en las estribaciones de la serranía, frente al desaparecido pueblo Alicama.

## Historia
El origen de Badiraguato en Mesoamérica y la endoculturación española de esta nación de gentiles, conglomerados de indios tebacas, rama descendiente de los cahítas y la evolución que en la cultura indígena tuvo debido primero a la invasión de los tarascos o purépechas y posteriormente a las peregrinaciones de los nahuas o mexicanos.
Badiraguato, pueblo de indios pertenecientes a la nación tebaca, provincia de Culiacán, reino de Nueva Galicia en 1621.
Hasta principios del siglo XVII, ninguna persona de tez clara había llegado a Badiraguato, aunque hacía tiempo que Nuño de Guzmán había fundado San Miguel de Culiacán.
Hacia el año de 1599 se le encomendó al padre de Hernando de Santarén, la evangelización de los indígenas de la nación Acaxee, que comprendía toda la región que actualmente ocupa el municipio de Badiraguato. El padre Santarén solicitó ayuda, recibiéndola del padre Florian de Ayerve, quien remontó el arroyo de Badiraguato, en 1605.
El primer explorador de las montañas de la región de Badiraguato, fue el capitán de jinetes Cristóbal de Oñate, quien en compañía del capitán José de Angulo, llegó con sus conquistas hasta las llanuras de Guadiana (Durango), pero abandonó después de cinco años la empresa en 1536.
A Oñate debe Badiraguato las noticias ciertas sobre sus condiciones minerales así como los sueños de conquista que pasado los años, se cumplieron en parte por las fabulosas explotaciones auríferas de la región.
En la historia de la conquista de Badiraguato, surgió veinte años después Francisco de Ibarra, llamado “El fénix de los conquistadores de Sinaloa”; vino a la Nueva España bajo la protección de su tío Diego de Ibarra, que era el caballero santiaguino de Guipúzcoa, rico minero y fundador de Zacatecas.
En la serranía de Badiraguato, los fundos mineros descubiertos desde la conquista 1531, no alcanzaron ninguna prosperidad por diversas causas.
Las operaciones indígenas eran sobornadas por medio de deudas y obligados a trabajar las minas, y el día de San Juan los liquidaban.
Esta situación miserable en que vivían los indígenas de la región de Badiraguato, fomentó el odio al gobierno virreinal. Esto provocó un movimiento armado, en favor de la independencia que se inició el 25 de febrero de 1811.

### SigloXX
Badiraguato es considerado centro del narcotráfico. En la década de 1930 ya era conocido por exportar opio, pero también es tierra natal de Joaquín Guzmán Loera y de Rafael Caro Quintero, además de otros narcotraficantes que tienen establecidas ostentosas residencias en este lugar. Caro Quintero usó su inmensa fortuna para construir una carretera desde Culiacán, además de parques, glorietas y alumbrado.

## Cronología
- 1531: Descubrimientos de minas en Badiraguato (época de la conquista).
- 1605: Fundación de Badiraguato el 24 de noviembre.
- 1607: La Compañía de Jesús entra a las sierras badiraguatenses.
- 1811: El 25 de febrero se desata el movimiento de Independencia en Badiraguato.
- 1825: Badiraguato pasó a pertenecer a la ciudad de Culiacán, Estado de Sinaloa.

## Atractivos turísticos y culturales
- El Río Badiraguato
- Presa Adolfo López Mateos
- Las ruinas de la Capilla del Panteón, construida en 1841
- El Templo de San Juan Bautista, construido en 1851
- El edificio del Palacio Municipal
- La Casa de la Cultura
- La antigua Casa Cural, cuya construcción data de 1700
- Las esculturas:
  - Teófilo Álvarez Borboa
  - Adolfo López Mateos
  - Benito Juárez García
  - Abelardo Medina
- La Rotonda de los Hombres Ilustres
- La fuente en honor a los Niños Héroes de Chapultepec
- La explanada monumento a los Niños Héroes de Chapultepec
- La plazuela municipal
- La iglesia de Santa Cruz

## Hermanamientos
La ciudad de Badiraguato está hermanada con 2 ciudades:
- Mazatlán,  Sinaloa
- Tingambato,  Michoacán